# Lémpa
Lémpa är en ort i Cypern.   Den ligger i distriktet Eparchía Páfou, i den västra delen av landet, 100 km väster om huvudstaden Nicosia. Lémpa ligger 86 meter över havet och antalet invånare är 349. Den ligger på ön Cypern.
Terrängen runt Lémpa är kuperad åt nordost, men västerut är den platt. Havet är nära Lémpa västerut. Närmaste större samhälle är Pafos, 4,1 km söder om Lémpa. Trakten runt Lémpa är i huvudsak tätbebyggd.